# Aloys Greither
Aloys Greither (* 29. Dezember 1913 in Mittelberg, Vorarlberg, Österreich-Ungarn; † 20. Juli 1986) war ein deutscher Dermatologe.

## Leben
Aloys Greither wurde als Alois Greither getauft. Er schrieb seinen Vornamen später mit y, in Anlehnung an Aloysius. Ab dem 15. April 1926 besuchte er das Gymnasium in Dillingen an der Donau, wo er im März 1933 die Reifeprüfung ablegte.
Während der Zeit des Nationalsozialismus war Greither nicht Mitglied der NSDAP und hatte auch sonst keine Nähe zum Nationalsozialismus. Er studierte ab Sommer 1933 Philosophie (Psychologie, Pädagogik, Kunstgeschichte, Musikwissenschaft) und ab dem Wintersemester 1934/35 parallel dazu Medizin an den Universitäten München, Freiburg im Breisgau, Tübingen und wieder München. 1936 promovierte er in München bei Aloys Fischer, der wegen seiner jüdischen Ehefrau bedrängt wurde, zum Dr. phil. Thema der Dissertation war der Selbstmord Jugendlicher, u. a. aus Perspektive der von den Nationalsozialisten als jüdisch diffamierten Psychoanalyse. Das Buch wurde verboten. 1940 beendete Greither sein Medizinstudium in München mit der Dissertation Über die Ursachen der Frühgeburten zum Dr. med. Im Zweiten Weltkrieg wurde er als Truppenarzt eingesetzt.
Ab Mai 1945 arbeitete Greither bei Karl Heinrich Bauer an der Chirurgischen Klinik des Universitätsklinikums Heidelberg. Ein Jahr später wechselte er an die Hautklinik zu Walther Schönfeld, wo er seine dermatologische Ausbildung absolvierte und 1951 für Dermatologie und Venerologie habilitiert und poliklinischer Oberarzt wurde. Nach Lehrtätigkeit wurde er 1957 zum außerplanmäßigen Professor und ersten Oberarzt ernannt.
Kurzzeitig übernahm er am 1. Januar 1962 die Leitung der Hautklinik der Städtischen Krankenanstalten Aachen, gefolgt von Walter Gahlen. Ab dem 1. August 1962 wurde er ordentlicher Professor und Direktor der Hautklinik des Universitätsklinikums Düsseldorf als Nachfolger von Hans Theodor Schreus.
Neben seinen dermatologischen wissenschaftlichen Arbeiten, vor allem über keratotische Genodermatosen, verfasste er auch eine Vielzahl an musik- und kunsthistorischen Arbeiten. Nach ihm wurde die Keratodermia palmo-plantaris transgrediens et progrediens, das Greither-Syndrom, benannt.

## Schriften

### Medizinisch
- Keratosis extremitatum hereditaria progrediens mit dominantem Erbgang. In: Der Hautarzt. Bd. 3 (1952), S. 198–203.
- Die Krankheit von Meleda (Mljet). In: Der Hautarzt. Bd. 5 (1954), S. 447–450.
- Dermatologie der Mundhöhle und der Mundumgebung: Systematik, Morphologie und Grundzüge der Behandlung. Thieme, Stuttgart 1955.
- Dermatologie und Venerologie: Eine Propädeutik und Systematik. Springer, Berlin 1972.
- Erbliche Palmoplantarkeratosen. In: Der Hautarzt. Bd. 28 (1977), S. 395–403.

### Geisteswissenschaftlich
- Selbstmord und Erziehung: Eine kulturphilosophische, psychologische und pädagogische Studie. F. Meiner, Leipzig 1939 (Dissertation, Universität München, 1936).
- Der junge Otto Pankok: Das Frühwerk des Meisters. Droste, Düsseldorf 1977.
- Mozart und die Ärzte, seine Krankheiten und sein Tod. In: Acta Mozartiana. Bd. 3 (1956), H. 3, S. 4–6.
- Wolfgang Amadé Mozart in Selbstzeugnissen und Bilddokumenten (= Rowohlts Monographien. Bd. 77). Rowohlt, Reinbek bei Hamburg 1962.
- Paul Hindemith und Ladislav Černy. In: Hindemith-Jahrbuch. Bd. 8 (1979), S. 101–118.
- Geigen und andere Streichinstrumente des 18. Jahrhunderts aus Venedig. Dausien, Hanau 1987.